# Sanctuary (série télévisée)
Pour les articles homonymes, voir Sanctuary.
Sanctuary ou Le Sanctuaire au Québec est une série télévisée canadienne en huit webisodes et 59 épisodes de 42 minutes créée par Damian Kindler et diffusée entre le 3 octobre 2008 et le 30 décembre 2011 sur Sci Fi Channel / Syfy aux États-Unis, et au Canada sur The Movie Network et Movie Central pour la première saison puis sur Space.
En France, la série a été diffusée à partir du 17 mars 2009 sur Syfy Universal et le 25 août 2009 sur NRJ 12 ; au Québec depuis le 24 août 2009 sur Ztélé, et en Belgique sur Plug RTL.

## Synopsis
Partout dans le monde, des créatures uniques errent dans la nature. Elles sont considérées par le Dr Helen Magnus comme la clef de notre évolution et du futur de notre espèce. Avec l'aide de Will Zimmerman, de sa fille Ashley, de l'informaticien Henry Foss, de l'ancienne délinquante Kate et de son assistant Bigfoot, elle traque ces créatures pour leur venir en aide et pour le besoin de ses recherches.

## Distribution

### Acteurs principaux

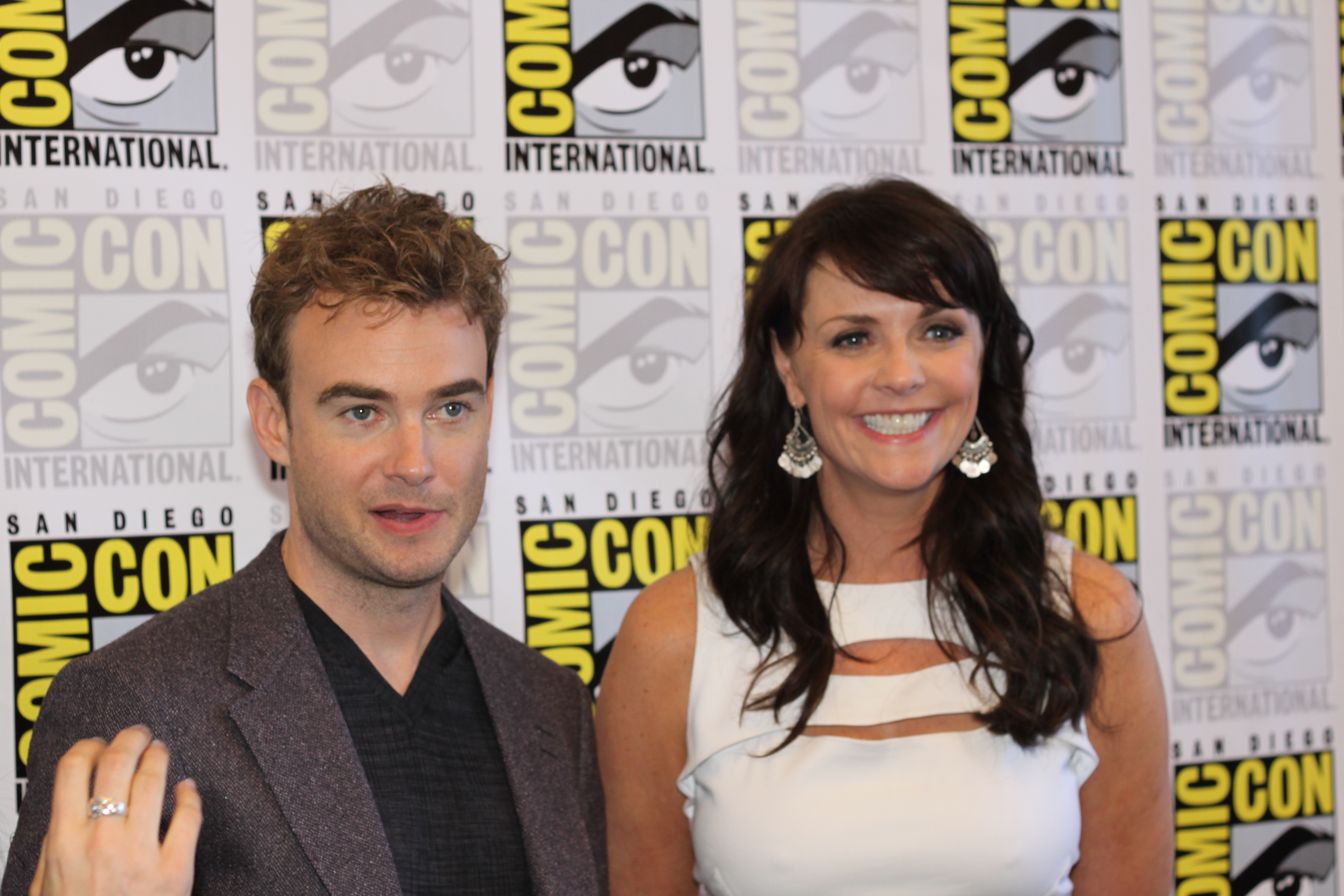
Robin Dunne et Amanda Tapping

- Amanda Tapping (VFB : Colette Sodoyez[3]) : Dr Helen Magnus
- Robin Dunne (VFB : Christophe Hespel) : Dr Will Zimmerman
- Emilie Ullerup (VFB : Audrey d'Hulstère) : Ashley Magnus (saisons 1 et 2)
- Christopher Heyerdahl (VFB : Patrick Descamps) : Bigfoot
- Ryan Robbins (VFB : Sébastien Hébrant) : Henry Foss (saisons 2 à 4, récurrent saison 1)
- Agam Darshi (VFB : Valérie Muzzi) : Kate Freelander (saisons 2 et 3, récurrente saison 4)

### Acteurs récurrents
- Christopher Heyerdahl (VFB : Jean-Michel Vovk) : John Druitt
- Jonathon Young : Nikola Tesla
- Peter Wingfield (VFB : Patrick Donnay) : James Watson (saisons 1, 3 et 4)
- Kavan Smith : Joe Kavanaugh (saison 1)
- Christine Chatelain : Clara Griffin (saisons 1 et 2)
- Lynda Boyd (en) : Dana Whitcomb (saisons 1 et 2)
- Paul McGillion : Terrance Wexford (saisons 2 et 3)
- Robert Lawrenson : Declan MacRae (saisons 2 à 4)
- Ian Tracey (VF : Philippe Allard) : Adam Worth (saisons 3 et 4)
Version française
  - Société de doublage : Dubbing Brothers de Belgique
  - Direction artistique : Ioanna Gkizas (saisons 1 à 3), Alexandra Correa et Alice Ley (deuxième partie de la saison 3 et saison 4)
  - Adaptation des dialogues : Mélanie de Truches

Source et légende : version française (VF) sur Doublage Séries Database

## Production

### Développement

#### La websérie
Au départ, diffusée uniquement et gratuitement sur internet, le succès de la websérie fut tel que Sci Fi Channel fut décidée à reprendre les épisodes pour un format télévisuel. La websérie a été intégralement tournée sur fond vert et n'est composée que de huit épisodes de 15 à 18 minutes.

#### La série télévisée
Le 31 janvier 2008, Syfy a commandé pour la télévision une version plus longue de la série, composée de treize épisodes de 42 minutes chacun. La série fut développée et produite par Stage 3 Media, fondée en 2006. La production débute en avril 2008.
Le 13 novembre 2008, la série est renouvelée pour une deuxième saison. La production débute en avril 2009, ajoutant Agam Darshi à la distribution.
Le 14 décembre 2009, la série est renouvelée pour une troisième saison de vingt épisodes. La production débute en mars 2010, invitant Polly Walker pour deux épisodes ainsi que Adam Copeland.
Le 18 janvier 2011, la série est renouvelée pour une quatrième saison.
Le 21 mai 2012, Syfy a annulé la série.

### Attribution des rôles
Le rôle principal est tenu par l'actrice canadienne d'origine anglaise Amanda Tapping, surtout connue pour son interprétation du personnage de Samantha Carter, membre de l'équipe SG-1 dans l'univers fictionnel Stargate. Elle interprète ici le Docteur Helen Magnus, une anglaise spécialisée en xénobiologie, en cryptozoologie et en tératologie, qui aide les phénomènes que compte notre univers en leur offrant un Sanctuaire pour tous.
Un grand nombre de techniciens participant dans la série travaillaient déjà sur Stargate SG-1, et d'autres acteurs des séries de l'univers Stargate firent des apparitions plus ou moins récurrentes dans Sanctuary.

### Tournage
La série fut tournée à Vancouver, au Canada, et a été presque totalement tournée sur fond vert. L'utilisation des fonds verts permettait de tourner rapidement une scène en se passant de décors réels, ceux-ci étant créés en images de synthèse. Sanctuary fut la première série au Canada à utiliser en exclusivité une caméra RED. Celle-ci ne fonctionnait qu'en numérique et les scènes tournées étaient automatiquement enregistrées sur disque dur et ainsi envoyées à la salle de post-production pour y inclure les décors. La caméra RED capturait des images à plus du double de la résolution d'une caméra HD.

### Fiche technique
Sauf indication contraire, les informations mentionnées dans cette section peuvent être confirmées par la base de données cinématographiques IMDb,  présente dans la section « Liens externes ».
- Titre français et original : Sanctuary
- Titre québécois : Le Sanctuaire
- Création : Damian Kindler et Martin Wood
- Réalisation : Lee Wilson
- Scénario : Alan McCullough (série télévisée)
- Direction artistique :
- Décors :
- Costumes :
- Photographie : Gordon Verheul, csc
- Montage : Eric Hill
- Musique : Ian Browne et Joel Goldsmith
- Musique Originale : Andrew Lockington
- Superviseur des Effets Visuels : Lee Wilson
- Casting :
- Production : Damian Kindler et George Horie
  - Coproduction : Amie Gibbins
  - Producteurs exécutifs : N. John Smith, Amanda Tapping, Marc Aubanel et Sam Egan, Damian Kindler, Martin Wood, Keith Beedie.
- Sociétés de production : Sanctuary 1 Productions et Stage 3 Media
- Son : Sharpe Sound Studios Inc.
- Superviseur du son : Kirby Jinnah
- Tournage : Burnaby, Colombie-Britannique, Canada
- Sociétés de distribution : Tricon Films and Television (mondial, tous médias), Syfy (États-Unis), ITV (Royaume-Uni) BG-The Beedie Group et Bell Media
- Pays d'origine :  Canada
- Langue originale : anglais
- Format : Couleur - 1,78 : 1 - son Dolby Digital
- Genre : Science-fiction, fantasy
- Durée : 42 minutes

## Épisodes
La série compte quatre saisons.
| Saisons  | Nombre d'épisodes | Années      | Diffusion           | Diffusion              | Diffusion |
| Saisons  | Nombre d'épisodes | Années      | États-Unis / Canada | France                 | Québec    |
| -------- | ----------------- | ----------- | ------------------- | ---------------------- | --------- |
| Saison 1 | 13                | 2008 - 2009 | Syfy / Space        | Syfy (France) / NRJ 12 | Ztélé     |
| Saison 2 | 13                | 2009 - 2010 | Syfy / Space        | Syfy (France) / NRJ 12 | Ztélé     |
| Saison 3 | 20                | 2010 - 2011 | Syfy / Space        | Syfy (France) / NRJ 12 | Ztélé     |
| Saison 4 | 13                | 2011 - 2012 | Syfy / Space        | Syfy (France) / NRJ 12 | Ztélé     |

## Univers de la série

### Les personnages

#### Personnages principaux
Docteur Helen Magnus
C'est un médecin (grande chirurgienne, comme son père) et scientifique ayant consacré sa vie à la chasse et à la protection des « monstres » (qu'elle nomme « Phénomènes ») de notre monde qu'elle emmène dans un Sanctuaire pour tous, afin de les aider et de les étudier. Elle est âgée de 157 ans.
Docteur Will Zimmerman
Il est psychiatre médico-légal. Il travaillait au département de la police comme médiateur jusqu'à sa seconde rencontre avec Helen Magnus où celle-ci lui propose de la rejoindre au Sanctuaire afin de l'aider à mieux comprendre ses pensionnaires et à pouvoir les approcher afin d'acquérir leur confiance, et ainsi mieux les aider. Il pourra peut-être trouver les réponses aux multiples questions qu'il se pose depuis l'âge de 8 ans et qu'il avait tenté d'enfouir au fond de lui-même.
Ashley Magnus
C'est la fille d'Helen Magnus et de John Druitt. Ashley est experte en élimination de « monstres » et est l'opposé totale de sa mère, qui veut les protéger. On l'appelle la « Tueuse de monstres ». Elle préfère se déplacer à moto plutôt qu'en camionnette car « ça fait ringard », selon elle. Elle a été enlevée par la Cabale, qui lui a fait subir des modifications et s'est servi d'elle comme d'une arme, la lâchant sur différents sanctuaires. Ashley est décédée lors de l'attaque du sanctuaire de Helen Magnus ; Henry a réussi à réactiver le bouclier de protection du sanctuaire et elle a été tuée ou (désintégrée) en tentant de se téléporter par acquit ou réveil de conscience à la seule fin de protéger sa mère.
Henry Foss
À la fois créateur d'armes et informaticien hors pair, il est le chef de la sécurité du Sanctuaire. Il en est aussi un résident à part entière puisqu'il est un loup-garou.
John Druitt
Ancien amant d'Helen Magnus et père de sa fille (Ashley), Druitt a le pouvoir de se téléporter sur de longues distances. Seuls inconvénients, voyager lui cause des lésions cérébrales et avec le temps, cela a fait de lui un tueur psychopathe notoire, connu sous le nom de Jack l'Éventreur, actif dès 1888 dans les faubourgs de Londres. Il a été tué par Helen Magnus, puis elle l'a fait revenir avec un défibrillateur, ce qui a libéré une entité (prise au piège dans son corps quand il a commencé à utiliser son don de téléportation). Cette entité représentait le mauvais côté de John. Elle a tenté de prendre le contrôle du Sanctuaire, mais John a été obligé de reprendre l'entité en lui, pour l'empêcher de fabriquer une substance mortelle qu'elle fabriquait avec les bras articulés du laboratoire.
Bigfoot
C'est un ancien patient depuis plus de 50 ans (indiqué en saison 4) du Dr Magnus, devenu son assistant après qu'elle lui ait retiré plusieurs balles du corps. Il ne la quitterait pour rien au monde et a une place bien en vue dans son personnel. Il est son maître d'hôtel, son chauffeur mais aussi son garde du corps. Il a l'air un peu lent et avant qu'il ne fasse partie du Sanctuaire, il aimait faire peur aux enfants pour s'amuser.
Kate Freelander
C'est une voleuse professionnelle trahie par la Cabale, qu'Helen et Will rencontrent lorsqu'ils recherchent Ashley. Kate détient des informations susceptibles de retrouver la jeune femme qui est au main de la Cabale. D'un tempérament impulsif et combatif, Kate parvient à trouver sa place au Sanctuaire et à créer un véritable lien affectif avec Will et Helen après la disparition d'Ashley.

#### Personnages récurrents
Nikola Tesla
C'est le dernier vampire vivant. Follement amoureux d'Helen, il reste malgré lui le personnage qui met le piquant dans l'histoire. Assez souvent neutre (par l'influence « positive » exercée par Helen), il possède son charme bien à lui. Son but premier est de voir sa race renaître et dominer le monde afin d'obtenir Gloire et Reconnaissance.
Gregory Magnus
Docteur et père d'Helen Magnus. Il est aussi, selon sa fille, le scientifique le plus doué de son temps ainsi qu'un génie de la chirurgie. Il a fait découvrir à Helen le fantastique univers des Phénomènes.

## Commentaires
L'épisode Pilote, d'une durée de 90 minutes, a été diffusé simultanément le 3 octobre 2008 sur The Movie Network et Movie Central au Canada et sur Syfy aux États-Unis. Il a été diffusé le 8 octobre 2008 sur ITV4 au Royaume-Uni.